# Knalle Juls vals
Knalle Juls vals med inledningsorden "Här va dä gran! Här va dä gran! Den finaste i stan te dopparedan!" är en visa av Evert Taube publicerad i I dina drömmar 1953. En inspelning med Taube gavs ut samma år på 78-varvare.
Knalle Jul är en granförsäljande västgötaknalle som "sjunger skönhetsglädjens och förnöjsamhetens låga visa" där han dansar med sin sista gran som är så "smal och ful", men ändå "grön å fin".